# Oumar Sako
Oumar Sako (Abobo, 4 maggio 1996) è un calciatore ivoriano naturalizzato nigerino, difensore del Rostov e della nazionale nigerina.

## Carriera

### Club
La sua carriera inizia nel 2017 in patria nelle file del Tanda. L'anno successivo si trasferisce all'ASEC Mimosas, con cui esordisce anche nelle competizioni africane, giocando due partite nei turni preliminari e sei partite nella fase a gironi della CAF Champions League 2018-2019. Nel settembre del 2020 viene acquistato dai qatarioti dell'Al-Kharitiyath. Nell'estate del 2021 firma un contratto con i bulgari del Beroe. Nel gennaio del 2022 si accasa agli austriaci del LASK durante la sessione invernale di calciomercato.

### Nazionale
Il 22 settembre 2019 fa il suo debutto con la nazionale ivoriana, nella gara persa 2-0 contro il Niger.
Nel maggio 2024 viene chiamato dalla nazionale nigerina. Fa il suo debutto il 9 settembre successivo, nella gara pareggiata contro il Ghana, segnando anche la sua prima rete che fissa il pareggio per 1-1.

## Statistiche

### Presenze e reti nei club
Statistiche aggiornate al 13 gennaio 2022.
| Stagione            | Squadra             | Campionato          | Campionato | Campionato | Coppe nazionali | Coppe nazionali | Coppe nazionali | Coppe continentali | Coppe continentali | Coppe continentali | Altre coppe | Altre coppe | Altre coppe | Totale | Totale |
| Stagione            | Squadra             | Comp                | Pres       | Reti       | Comp            | Pres            | Reti            | Comp               | Pres               | Reti               | Comp        | Pres        | Reti        | Pres   | Reti   |
| ------------------- | ------------------- | ------------------- | ---------- | ---------- | --------------- | --------------- | --------------- | ------------------ | ------------------ | ------------------ | ----------- | ----------- | ----------- | ------ | ------ |
| 2017-2018           | Tanda               | L1                  | ?          | ?          |                 | -               | -               |                    | -                  | -                  |             | -           | -           | ?      | ?      |
| 2018-2019           | ASEC Mimosas        | L1                  | ?          | ?          |                 | -               | -               | CCL                | 8                  | 0                  |             | -           | -           | 8      | 0      |
| 2019-2020           | ASEC Mimosas        | L1                  | ?          | ?          |                 | -               | -               |                    | -                  | -                  |             | -           | -           | ?      | ?      |
| Totale ASEC Mimosas | Totale ASEC Mimosas | Totale ASEC Mimosas | ?          | ?          |                 | -               | -               |                    | 8                  | 0                  |             | -           | -           | 8      | 0      |
| 2020-2021           | Al-Kharitiyath      | QSL                 | 19         | 1          | QSC+EQC         | 5+2             | 0               |                    | -                  | -                  |             | -           | -           | 26     | 1      |
| 2021-gen. 2022      | Beroe               | 1L                  | 17         | 1          | CB              | 1               | 0               |                    | -                  | -                  |             | -           | -           | 18     | 1      |
| gen.-mag. 2022      | LASK                | BL                  | 0          | 0          | CA              | 0               | 0               |                    | -                  | -                  |             | -           | -           | 0      | 0      |
| Totale carriera     | Totale carriera     | Totale carriera     | 36         | 2          |                 | 8               | 0               |                    | 8                  | 0                  |             | -           | -           | 52     | 2      |

### Cronologia presenze e reti in nazionale
| Cronologia completa delle presenze e delle reti in nazionale ― Niger | Cronologia completa delle presenze e delle reti in nazionale ― Niger | Cronologia completa delle presenze e delle reti in nazionale ― Niger | Cronologia completa delle presenze e delle reti in nazionale ― Niger | Cronologia completa delle presenze e delle reti in nazionale ― Niger | Cronologia completa delle presenze e delle reti in nazionale ― Niger | Cronologia completa delle presenze e delle reti in nazionale ― Niger | Cronologia completa delle presenze e delle reti in nazionale ― Niger |
| Data                                                                 | Città                                                                | In casa                                                              | Risultato                                                            | Ospiti                                                               | Competizione                                                         | Reti                                                                 | Note                                                                 |
| -------------------------------------------------------------------- | -------------------------------------------------------------------- | -------------------------------------------------------------------- | -------------------------------------------------------------------- | -------------------------------------------------------------------- | -------------------------------------------------------------------- | -------------------------------------------------------------------- | -------------------------------------------------------------------- |
| 9-9-2024                                                             | Berkane                                                              | Niger                                                                | 1 – 1                                                                | Ghana                                                                | Qual. Coppa d'Africa 2025                                            | 1                                                                    |                                                                      |
| 14-11-2024                                                           | Lomé                                                                 | Niger                                                                | 4 – 0                                                                | Sudan                                                                | Qual. Coppa d'Africa 2025                                            | -                                                                    |                                                                      |
| 18-11-2024                                                           | Accra                                                                | Ghana                                                                | 1 – 2                                                                | Niger                                                                | Qual. Coppa d'Africa 2025                                            | 1                                                                    | 65’                                                                  |
| 21-3-2025                                                            | Oujda                                                                | Marocco                                                              | 2 – 1                                                                | Niger                                                                | Qual. Mondiali 2026                                                  | -                                                                    |                                                                      |
| 25-3-2025                                                            | Casablanca                                                           | Niger                                                                | 6 – 0                                                                | Bonaire                                                              | Amichevole                                                           | -                                                                    | 71’                                                                  |
| Totale                                                               |                                                                      | Presenze                                                             | 5                                                                    |                                                                      | Reti                                                                 | 2                                                                    |                                                                      |

| Cronologia completa delle presenze e delle reti in nazionale ― Costa d'Avorio | Cronologia completa delle presenze e delle reti in nazionale ― Costa d'Avorio | Cronologia completa delle presenze e delle reti in nazionale ― Costa d'Avorio | Cronologia completa delle presenze e delle reti in nazionale ― Costa d'Avorio | Cronologia completa delle presenze e delle reti in nazionale ― Costa d'Avorio | Cronologia completa delle presenze e delle reti in nazionale ― Costa d'Avorio | Cronologia completa delle presenze e delle reti in nazionale ― Costa d'Avorio | Cronologia completa delle presenze e delle reti in nazionale ― Costa d'Avorio |
| Data                                                                          | Città                                                                         | In casa                                                                       | Risultato                                                                     | Ospiti                                                                        | Competizione                                                                  | Reti                                                                          | Note                                                                          |
| ----------------------------------------------------------------------------- | ----------------------------------------------------------------------------- | ----------------------------------------------------------------------------- | ----------------------------------------------------------------------------- | ----------------------------------------------------------------------------- | ----------------------------------------------------------------------------- | ----------------------------------------------------------------------------- | ----------------------------------------------------------------------------- |
| 22-9-2019                                                                     | Niamey                                                                        | Niger                                                                         | 2 – 0                                                                         | Costa d'Avorio                                                                | QCHAN 2020                                                                    | -                                                                             |                                                                               |
| Totale                                                                        |                                                                               | Presenze                                                                      | 1                                                                             |                                                                               | Reti                                                                          | 0                                                                             |                                                                               |